# Young America's Foundation
Young America's Foundation (YAF) es una organización sin ánimo de lucro (OSAL) juvenil conservadora, fundada en 1969, cuya misión declarada es garantizar que un número cada vez mayor de jóvenes estadounidenses comprendan y se inspiren en las ideas de libertad individual, una defensa nacional sólida, la libre empresa y los valores tradicionales.
En 2018, Los Angeles Times llamó a YAF: "Una de las fuerzas más preeminentes, influyentes y controvertidas en el movimiento juvenil conservador de la nación."
Scott Walker, exgobernador de Wisconsin y candidato presidencial republicano en 2016, se convirtió en presidente de YAF el 1 de febrero de 2021. Los miembros notables y antiguos alumnos incluyen a Jeff Sessions y Stephen Miller.

## Historia
La Fundación Young America se fundó en 1969 en la Universidad Vanderbilt cuando los estudiantes formaron una organización llamada University Information Services (UIS). UIS se estableció para proporcionar a los estudiantes un ambiente familiar para expresar sus creencias conservadoras. Cuando UIS se convirtió en una organización nacional a principios de la década de 1970, cambió su nombre a Young America's Foundation.
Young America's Foundation, celebró la primera Conferencia Nacional de Estudiantes Conservadores en 1979.
Es cofundadora de la Conferencia de Acción Política Conservadora (CPAC) anual y ha sido un partidario prominente del evento desde entonces. En 1998 compró el Rancho Reagan, "Rancho del Cielo", cerca de Santa Bárbara, California, con la ayuda de una donación de $ 10 millones de los multimillonarios de Amway, Helen y Richard DeVos. 
Los Ruhe ayudaron a la Fundación YAF para preservar el Rancho Reagan. Las donaciones, que incluyeron $ 200,000 dólares estadounidenses donados por el ortodoncista Dr. Robert Ruhe, permitieron a YAF pagar la hipoteca del rancho Reagan.
El presidente de la YAF, Ron Robinson, comentó que el objetivo de la YAF era preservar y proteger tanto el legado de Reagan como el rancho en sí, y que mantendría las instalaciones tal como existían cuando los Reagan vivían allí. Según un artículo de John Cloud en la revista Time, en 2004 no había organizaciones juveniles de izquierda tan poderosas como Young America's Foundation (YAF), Intercollegiate Studies Institute (ISI) y Leadership Institute.
El mismo autor afirmó que una mayoría de los estudiantes de primer año en 2003, un 53% por ciento, querían que se aboliera la discriminación positiva, en comparación con solo el 43% de los adultos. Dos tercios de los estudiantes favorecían el aborto en 1992, mientras que el 55% lo apoyaba en la encuesta del año 2003. El apoyo al derecho a poseer armas ha aumentado entre los miembros de YAF. En el año 2003 el 53% de los estudiantes creía que las personas adineradas deberían pagar una mayor proporción de impuestos, en comparación con el 72% por ciento en 1992. 
Según The New York Times, en 2005, hubo un cambio renovado pronunciadamente hacia la derecha política en muchos temas definitorios". Young Americans for Freedom, Young America's Foundation, Leadership Institute, Collegiate Network e Intercollegiate Studies Institute, son organizaciones universitarias que fueron impulsadas, y a menudo financiadas por una serie de grupos de presión conservadores.
En 1987, el 51% por ciento de los estudiantes de primer año tenían relaciones sexuales, en 2005 el porcentaje era del 42% por ciento. En 1989, el 66% por ciento de los estudiantes de primer año creían que el aborto debería ser legal, en 2005, el porcentaje era el 54% por ciento. En 1995 , El 66% por ciento de los alumnos estaba de acuerdo en que las personas adineradas deberían pagar una mayor proporción de impuestos; en 2005 el porcentaje se redujo al 50% por ciento. Incluso en el tema de las armas de fuego, donde los estudiantes tradicionalmente han favorecido controles más estrictos, ha habido un aumento de apoyo a las leyes de control de armas. 
En 2017, YAF tenía varios miembros en escuelas secundarias y universidades, estos miembros eran conocidos como Young Americans for Freedom y originariamente era una organización separada. 
En julio de 2019, se anunció que el exgobernador de Wisconsin Scott Walker se convertiría en presidente de YAF en 2021. En noviembre de 2019, YAF cortó lazos con una de sus oradoras más destacadas, Michelle Malkin, por negarse a condenar al youtuber Nick Fuentes.

## Programas
Young America's Foundation es una fundación educativa exenta de impuestos. Los programas de la Fundación incluyen conferencias en campus universitarios y en centros de educación secundaria, conferencias en todo Estados Unidos e iniciativas de activismo en el campus, estos programas se transmiten en C-SPAN. Young America's Foundation también preserva el rancho Ronald Reagan, administra el Centro Nacional de Periodismo (NJC) y supervisa Young Americans for Freedom.

### Centro nacional de periodismo
El centro nacional de periodismo, fundado en 1977 por M. Stanton Evans, es actualmente un proyecto de la Fundación Young America, que ubica a estudiantes universitarios y graduados recientes en organizaciones de medios en el área de Washington D. C.  Los alumnos notables incluyen Ann Coulter, Tim Carney y Malcolm Gladwell.

### Jóvenes Estadounidenses por la Libertad
El 16 de marzo de 2011, Young Americans for Freedom aprobó una Resolución de la Junta Nacional que resultó en la fusión de dos organizaciones en la Young America's Foundation el 1 de abril de 2011. Young Americans for Freedom (YAF), fue fundada el 11 de septiembre de 1960 en  la casa familiar de William F. Buckley, Jr. en Sharon, Connecticut. La carta para los Jóvenes Estadounidenses por la Libertad, escrita por M. Stanton Evans, la Declaración de Sharon, fue descrita por K.E. Grubbs en 2010 como: "La destilación más elegante de principios conservadores de finales del siglo XX". La Fundación Heritage describió la Declaración de Sharon como: "La declaración es un resumen sucinto de las ideas centrales del conservadurismo estadounidense moderno".

## Financiación
Los donantes incluyen a Pat Sajak, Koch Industries y los multimillonarios de Amway, Helen y Richard DeVos. Robert Ruhe (1929-2013), un ortodoncista en California, fue el donante más grande de la YAF, con su herencia heredada de $ 16 millones. Esto resultó en una duplicación de la programación de YAF, que incluye discursos en el campus. Durante su vida, él y su esposa donaron generosamente a YAF, particularmente en términos de liquidación de la hipoteca del Rancho Reagan.
State Policy Network,  es una red nacional de Estados Unidos de think tanks orientados al libre mercado de la que Young America's Foundation es un miembro asociado.